# Herb Siennicy
Herb Siennicy – symbol miasta i gminy Siennica.

## Wygląd i symbolika
Herb przedstawia na tarczy w polu niebieskim szarą podkowę z otworami na dole umieszczoną łukiem ku górze oraz dwa krzyże maltańskie, z których jeden jest w środku podkowy, drugi zaś (bez prawego ramienia) znajduje się na podkowie. Jest to godło z herbu Krzywda oraz nawiązanie do symbolu, którym posługiwała się kiedyś Siennica jako miasto.